# Le roi dort
Le roi dort est une féerie-vaudeville en trois actes et huit tableaux d'Eugène Labiche et Alfred Delacour, créée au théâtre des Variétés à Paris le 31 mars 1876.
Cette pièce n'a pas été imprimée.

## Distribution de la création
| Rôle                   | Acteur            |
| ---------------------- | ----------------- |
| Le prince Alzéador     | José Dupuis       |
| Rédillon               | Étienne Pradeau   |
| Le roi des songes      | Baron             |
| Le roi Flic Flac       | Jean Berthelier   |
| Bec de miel            | Léonce            |
| Bobino                 | Charles Blondelet |
| Touche à tout          | Constant Gaussins |
| Lapha                  | Daniel Bac        |
| Fadinas                | Édouard Hamburger |
| Mathurin               | Berger            |
| Legulus                | Deschamps         |
| La princesse Rhomboïde | Aline Duval       |
| Zilda                  | Berthe Legrand    |
| Zénio                  | Mme Heumann       |
| Zilly                  | Alice Lavigne     |
| Maryllis               | Mme Stella        |